# Comunità montana Valli del Verbano
La Comunità montana Valli del Verbano è una comunità montana lombarda di circa 80.000 abitanti in provincia di Varese, nata nel luglio 2009 dalla fusione della Comunità montana della Valcuvia e della Comunità montana Valli del Luinese. La sede dell'ente si trova a Luino, dopo lo spostamento dalla precedente sede di Cassano Valcuvia. Il territorio si snoda tra i comuni dell'Alto Varesotto e tra alcuni comuni affacciati sul Lago Maggiore. Alcuni tra i prodotti tipici sono la Formaggella del Luinese DOP e il Miele Varesino DOP.